# Don Taylor
Don Taylor, pseudonimo di Donald Ritchie Taylor (Freeport, 13 dicembre 1920 – Los Angeles, 29 dicembre 1998), è stato un attore, regista e produttore televisivo statunitense.

## Biografia

### Carriera
Dopo gli studi alla Penn State University, Taylor arrivò a Hollywood nel 1942, dove fu scritturato dalla MGM, che lo mise sotto contratto per piccoli ruoli. Arruolato nell'aeronautica durante la seconda guerra mondiale, l'attore apparve nella versione teatrale di Winged Victory messa in scena a Broadway, e nella successiva riduzione cinematografica (1944) diretta da George Cukor, dove fu accreditato come "Cpl. Don Taylor".
Terminata la guerra, Taylor iniziò a ottenere ruoli più significativi, in particolare nel noir metropolitano La città nuda (1948) di Jules Dassin, in cui interpretò la parte del detective Jimmy Halloran. Nel 1950 fu scritturato per la commedia Il padre della sposa di Vincente Minnelli, in cui interpretò il ruolo di Buckley Dunstan ("Poldo" nella versione italiana), fidanzato e poi sposo di Elizabeth Taylor. La commedia ebbe un grande successo di pubblico e di critica, tanto da avere un seguito l'anno seguente, Papà diventa nonno (1951), in cui Taylor interpretò il medesimo ruolo.
La prima metà degli anni cinquanta offrì a Taylor altri ruoli interessanti, come quello di Vern "Cowboy" Blithe nel film bellico I diavoli alati (1951) di Nicholas Ray, accanto a John Wayne e Robert Ryan. L'attore consolidò il proprio successo nel 1953, con il ruolo del tenente James Dunbar nel film Stalag 17 di Billy Wilder, ambientato in un campo di prigionia tedesco durante il secondo conflitto mondiale.
Nel 1954 fece una breve incursione nel cinema britannico per interpretare Robin Hood nel film La spada di Robin Hood, diretto da Val Guest. Dopo un ultimo ruolo di rilievo nel dramma Piangerò domani (1955), accanto a Susan Hayward, Taylor iniziò a interessarsi alla regia più che alla recitazione, ma il passaggio dietro la macchina da presa in principio fu per lui problematico.
(Don Taylor)
Taylor iniziò a dirigere show televisivi ed episodi di serie quali Alfred Hitchcock presenta, rimanendo attivo come regista per il piccolo schermo nei tre decenni successivi. Tra i suoi maggiori successi sono da ricordare i serial Il dottor Kildare  (1961) e Cannon (1971). Nel frattempo la sua attività di regista lo riportò al grande schermo, dove esordì dirigendo La gang dei diamanti (1967), di cui curò poi la regia di una versione televisiva nel 1988.
Negli anni settanta sviluppò un interesse per temi di fantascienza, dirigendo alcune produzioni cinematografiche, quali Fuga dal pianeta delle scimmie (1971), L'isola del dr. Moreau (1977), La maledizione di Damien (1978), sequel de Il presagio, Countdown dimensione zero (1980) con Kirk Douglas. Alternò questo filone con incursioni in altri generi, in particolare con la regia del musical Tom Sawyer (1973) con Johnny Whitaker.

### Vita privata
Dal primo matrimonio con Phyllis Avery (1944-1955), Taylor ebbe due figli, Anne e Avery. Nel 1964 sposò l'attrice britannica Hazel Court, da cui ebbe altri due figli, Jonathan e Courtney. Il matrimonio durò fino alla morte di Taylor, avvenuta nel 1998, all'età di 78 anni, per un attacco cardiaco.

## Filmografia

### Attore

#### Cinema
- La commedia umana (The Human Comedy), regia di Clarence Brown (1943)
- Who's Superstitious?, regia di Sammy Lee (1943) (non accreditato)
- Il difensore di Manila (Salute to the Marines), regia di S. Sylvan Simon (1943)
- Swing Shift Maisie, regia di Norman Z. McLeod (1943)
- La parata delle stelle (Thousands Cheer), regia di George Sidney (1943)
- Girl Crazy, regia di Norman Taurog e Busby Berkeley (1943)
- Vittoria alata (Winged Victory), regia di George Cukor (1944)
- Time to Kill (cortometraggio) (1945)
- Il canto dell'uomo ombra (Song of the Thin Man), regia di Edward Buzzell (1947)
- La città nuda (The Naked City), regia di Jules Dassin (1948)
- La telefonista della Casa Bianca (For the Love of Mary), regia di Frederick de Cordova (1948)
- Bastogne (Battleground), regia di William A. Wellman (1949)
- L'imboscata (Ambush), regia di Sam Wood (1950)
- Il padre della sposa (Father of the Bride), regia di Vincente Minnelli (1950)
- Obiettivo X (Target Unknown), regia di George Sherman (1951)
- Papà diventa nonno (Father's Little Dividend), regia di Vincente Minnelli (1951)
- I diavoli alati (Flying Leathernecks), regia di Nicholas Ray (1951)
- Più forte dell'amore (The Blue Veil), regia di Curtis Bernhardt, Busby Berkeley (1951)
- Squali d'acciaio (Submarine Command), regia di John Farrow (1951)
- Sposa di guerra giapponese (Japanese War Bride), regia di King Vidor (1952)
- Destinazione Mongolia (Destination Gobi), regia di Robert Wise (1953)
- L'isola del piacere (The Girls of Pleasure Island), regia di Alvin Ganzer (1953)
- Stalag 17, regia di Billy Wilder (1953)
- Bolide rosso (Johnny Dark), regia di George Sherman (1954)
- La spada di Robin Hood (The Men of Sherwood Forest), regia di Val Guest (1954)
- Piangerò domani (I'll Cry Tomorrow), regia di Daniel Mann (1955)
- La soglia dell'inferno (The Bold and the Brave), regia di Lewis R. Foster (1956)
- Ride the High Iron, regia di Don Weis (1956)
- Schiavi d'amore delle Amazzoni (Love Slaves of the Amazons), regia di Curt Siodmak (1957)
- I fuorilegge della valle solitaria (Tierra brutal), regia di Michael Carreras (1961)

#### Televisione
- Stage 7 – serie TV, episodio 1x19 (1955)
- Crossroads – serie TV, episodi 1x05-2x12 (1955-1956)
- Climax! – serie TV, episodi 2x11-3x17-4x22 (1955-1958)
- Celebrity Playhouse – serie TV, episodio 1x25 (1956)
- Alfred Hitchcock presenta (Alfred Hitchcock Presents) – serie TV, episodio 3x05 (1957)
- Telephone Time – serie TV, episodio 3x14 (1957)
- General Electric Theater – serie TV, episodio 6x17 (1958)
- David Niven Show (The David Niven Show) – serie TV, episodio 1x02 (1959)
- The Best of the Post – serie TV, episodio 1x15 (1961)
- Scacco matto (Checkmate) – serie TV, episodio 2x29 (1962)
- The New Breed – serie TV, episodio 1x35 (1962)
- La legge di Burke (Burke's Law) – serie TV, episodi 1x22-1x29 (1964)

### Regista
- Everything's Ducky (1961)
- La gang dei diamanti (Jack of Diamonds) (1967)
- Un esercito di 5 uomini (1969)
- Fuga dal pianeta delle scimmie (Escape from the Planet of the Apes) (1971)
- Tom Sawyer (1973)
- Echi di una breve estate (Echoes of a Summer) (1976)
- Il grande scout (The Great Scout & Cathouse Thursday) (1976)
- L'isola del dr. Moreau (The Island of Dr. Moreau) (1977)
- La maledizione di Damien (Damien: Omen II) (1978)
- Countdown dimensione zero (The Final Countdown) (1980)

## Doppiatori italiani
Nelle versioni in italiano dei suoi film, Don Taylor è stato doppiato da:
- Giuseppe Rinaldi in L'imboscata, I diavoli alati, Più forte dell'amore, Destinazione Mongolia, Stalag 17, Bolide rosso, Piangerò domani, I fuorilegge della valle solitaria
- Renato Turi in Bastogne, Il padre della sposa, Papà diventa nonno
- Gualtiero De Angelis in La spada di Robin Hood
- Adolfo Geri in La città nuda